# Einstein (lied)
Einstein is een lied van de Nederlandse producer Trobi in samenwerking met rappers LouiVos en Mula B. Het werd in 2021 als single uitgebracht en stond in 2022 als tweede track op het album Trobi on the beat van Trobi.

## Achtergrond
Einstein is geschreven door Bryan du Chatenier, Jess Nuengi en Hicham Gieskes en geproduceerd door Trobi. Het is een nummer uit het genre nederhop. Het is de eerste keer dat Trobi een hitsingle met LouiVos heeft. Met Mula B had hij eerder de hit Big man en volgden na Einstein de nummers Coke in de uitverkoop en Silent disco. LouiVos en Mula B hadden samen al meerdere hittracks, zoals Juice en Ewa. Het lied werd bij de NPO FunX Music Awards van 2022 beloond met de prijs voor beste samenwerking. De single heeft in Nederland de gouden status.

## Hitnoteringen
De artiesten hadden verschillend succes met het lied in Nederland. Het piekte op de vierde plaats van de Single Top 100 en stond zeventien weken in deze hitlijst. De Top 40 werd niet bereikt; het lied bleef steken op de zesde plaats van de Tipparade.